# Businhargues
Businhargues (en francès Buzignargues) és un municipi occità del Llenguadoc, situat a la regió d'Occitània, al departament de l'Erau.